# Petinomys crinitus
Petinomys crinitus es una especie de roedor de la familia Sciuridae.

## Distribución geográfica
Es  endémica de las Filipinas.